# أجنحة كاندام
أجنحة كاندام (باليابانية: 新機動戦記ガンダムW (ウイング)، بالروماجي: Shin Kidō Senki Gandamu Uingu) (شين كيدو سِنكي كاندامو وينغو) هو مسلسل أنمي ميكا من سلسلة كاندام أنتجه أستوديو «صَن رايز» في العام 1995م، من إخراج «ماساشي إكيدا» وكتابة «كاتسويوكي سوميزاوا» ويتكون من 49 حلقة، دُبلج المسلسل للغة العربية بواسطة مركز الزهرة وعرض لأول مرة على قناة سبيستون في عام 2003م. هو الجزء السادس من سلسلة كاندام، وتدور أحداثه في الخط الزمني «ما بعد المستعمرة». وكما هو الحال في السلسلة الأصلية، تدور أحداث أجنحة كاندام حول حرب في المستقبل (تحديدًا في عام ١٩٥ ما بعد المستعمرة) بين الأرض ومستعمراتها المدارية في نظام الأرض والقمر المداري.
عُرض المسلسل في اليابان على قناة أساهي التلفزيونية الأرضية. استمر عرضه لمدة 49 حلقة، بدءًا من 7 أبريل 1995م وانتهاءً بـ 29 مارس 1996م. وحظي بالعديد من اقتباسات المانغا، بالإضافة إلى ألعاب الفيديو. أُنتجت أربع حلقات من الرسوم المتحركة الأصلية (OVA)، بما في ذلك إعادة سرد للمسلسل بعنوان «عملية النيزك» (Operation Meteor)، وتكملة مباشرة بعنوان «رقصة لا متناهية» (EndlessWaltz). في عام 2010م، بدأ سوميزاوا كتابة رواية «دمعة متجمدة» (Frozen Teardrop)، وهي تكملة أخرى للمسلسل. وبينما حقق المسلسل نجاحًا متواضعًا في اليابان، إلا أنه حقق نجاحًا أكبر خارجها، وساهم بمفرده في نشر سلسلة كاندام في العالم.
احتفالًا بالذكرى الثلاثين للسلسلة، اجتمعت الفنانة الأصلية ساكورا أساجي والكاتب كاتسويوكي سوميساوا في مانجا جديدة. تربط هذه السلسلة أحداث رواية رقصة لا متناهية ورواية دمعة متجمدة، وقد نُشر الفصل الأول منها بالفعل على الإنترنت.

## القصة
يحكي الأنمي الياباني قصة خمسة فتيان من القرى الفضائية يعودون إلى الأرض في مهمة لإعادة أهلهم إلى كوكبهم الأم ولتحقيق ذلك لابد من القضاء على قوة الحلفاء أو منظمة «أوز» التي تحكم الكوكب. فتيان لا يتعدى سنهم الخامسة عشر دربوا على قيادة أقوى مقاتلات المجرة«الكاندام» وحملوا على عاتقهم أمانة لا يتحملها الكبار لا أحد منهم يعرف رفاقه ونجاح مهمتهم يعتمد على السرية التامة.
لكن العقدة تبدأعندما يسقط الطيار الأول «هيرو» وتنكشف هويته صدفة أمام«رلينا داريان» ابنة واحد من دعاة السلام. ويخبرها أن عليه قتلها ذات يوم.
هاجر الناس من الأرض إلى مستعمرة واحدة في البداية هربا من الحروب والجوع. ثم أنشئت المزيد من المستعمرات. بعد عشرات السنين أراد سكان هذه المستعمرات الرجوع إلى الأرض لكن المنظمة التي كانت تحكم الأرض ترفض وبشدة عودتهم. فأصبحت هناك محاولات سلمية للعودة إلى الأرض.
فصار هناك صناع السلام بين الأرض والمستعمرات وأبرز هؤلاء هو هيرو يوي الذي كاد أن يحقق نجاحا كبيرا إلى سكان المستعمرات لكنه اغتيل من قبل أوز. فضجت المستعمرات وسكان الأرض بهذا الخبر وعادة الأمور كما كانت سكان الفضاء يريدون الرجعة وأوز ترفض ذلك. فقام مجموعة من العلماء ودون علم سكان الفضاء أو أوز بصناعة خمسة من الرجال الأليين مصنوعين من مادة يطلق عليها الكاندانيوم. كانت هذه المركبات سرية قوية تتحمل الصدمات وذات أسلحة فتاكة. كان من المفترض أن يقود هذه المركبات رجال مدربون على ذلك. لكن أحد هؤلاء رفض القبول بالمهمات وهو من يدعى بتروا بارتن فقتله اثنان من العلماء. وكان هناك شاهد عليهم لم يقتلوه بل أطلقوا عليه اسم تروا بارتن. عند نزول هذه المركبات الخمس على الأرض أحدث الكثير من الفوضى لأوز. فيطر زعمائها إلى التجمع من أجل حل مشكلة سكان المستعمرات وحل السلام مع طياري الكاندام ولكن يحدث انقلاب يقوده تيريز هوشرياندا على زعماء أوز ينتج عنه موت معظم زعماء أوز. فتكثر المشكلات في الأرض وتظهر الكثير من المقاتلات من الكاندام وغيرها.
حرب قاتلة ومدمرة في الفضاء والأرض المستقبلِ، في السّنةِ السابقة للمستعمرةِ 195.

## الممثلون
- زياد الرفاعي - هيرو يوي
- مروان فرحات - زيكس ماركيز
- أمل عمران - ريلينا بسكرفت
- محمد حداقي - ديو ماكسويل، الدكتور جية، بونابرت
- منصور السلطي - كواتروينر، داريان
- محمد مصطفى - شانج ووفية، كوينز
- إياس أبو غزالة - توروا بارتون، تيريز هوشرينادا
- حنان شقير - نوين، سالي
- أنجي اليوسف - يون
- محمد خرماشو - ديرمل، النبيل فيروج
- آمنة عمر - دورثي
- تيسير العاتقي - إسبين، شيتو - مساعد كواتر
- هزار الحرك - كاثرين
- أسيمة يوسف - هايلت
- أيمن السالك - توباروف
- فاتن عيدو
- فادي صبيح - أليكس
- محمد خير أبو حسون - ميلر
- نضال حمادي - ميزر - مساعد زيكس
- محمد عارف السعيد - الراوي

## روابط خارجية
- أجنحة كاندام على موقع IMDb (الإنجليزية)
- أجنحة كاندام على موقع روتن توميتوز (الإنجليزية)
- أجنحة كاندام على موقع ليتربوكسد (الإنجليزية)
- أجنحة كاندام على موقع كينوبويسك (الروسية)
- أجنحة كاندام على موقع كينوبويسك (الروسية)
- أجنحة كاندام على موقع قاعدة بيانات الفيلم (الإنجليزية)
- أجنحة كاندام على موقع ANN anime (الإنجليزية)
- أجنحة كاندام على موقع ANN manga (الإنجليزية)